# Бендлин, Синтия
Синтия Бендлин — парагвайская активистка, выступающая против торговли людьми. С 2008 года работает менеджером информационной кампании Международного ордена миграции по борьбе с торговлей людьми на границах Аргентины, Бразилии и Парагвая. Вела семинары о том, как бороться с торговлей людьми в Аргентине, Бразилии и Парагвае. Бендлин и её семья столкнулись с угрозами из-за её работы, и она была вынуждена переехать.
В 2008 году Бендлин получила Международную женскую премию за отвагу. На торжественном ужине она заявила: «Эта [награда] не для нас; она для всех, за кого мы боремся». Она также в 2013 году получила Рубиновую премию клуба Сороптимист.